# 가나즈정
가나즈정(金津町)은 후쿠이현 사카이군에 설치되었던 정이다. 2004년 3월 1일, 가나즈정과 사카이군 아와라정 등 2개 정이 합병, 아와라시가 신설되고 폐지되었다.

## 역사
- 1889년 4월 1일 - 정촌제 시행과 함께 가나즈정이 성립하였다.
- 1954년 10월 5일 - 가나즈정 및 요시사키촌, 호소로기촌, 쓰보에촌, 이이촌 등 5개 정·촌이 합병해 새로운 가나즈정이 성립하였다.
- 2004년 3월 1일 - 가나즈정과 아와라정 등 2개 정이 합병, 아와라시가 성립하혔다. 동일 가나즈정 등은 폐지되었다.

## 행정
- 합병시의 정장: 마쓰키 미키오(松木幹夫)

## 교육

### 초등학교
- 가나즈 정립 가나즈 초등학교
- 가나즈 정립 가나즈 히가시 초등학교
- 가나즈 정립 이이 초등학교
- 가나즈 정립 호소키 초등학교

## 중학교
- 가나즈 정립 가나즈 중학교

### 고등학교
- 후쿠이 현립 가네쓰 고등학교

## 교통

### 철도
- 서일본 여객철도 호쿠리쿠 본선

### 도로
- 호쿠리쿠 자동차도
  - 가네즈 인터체인지

## 오락
- 가나즈 도에이 극장 - 영화관

## 출신인물
- 시다 다쓰야 (바둑기사)